# 加州大學
加利福尼亚大学，简称加州大學（UC），建立于1868年，是美國加州一个由十個大學校區组織而成的州立大學系統，其中加利福尼亚大学伯克利分校为加州大学的创始校區。加州大学系统是组成加州公立高等教育体系的三个大学系统之一，另两个部分分别是加利福尼亞州立大學系統和加利福尼亚社区大学系统。相对其他两个系统，加州大学更注重高等研究領域，屬性上屬研究型大學。
加州大學也簽約管理三個美國能源部的國家實驗室：劳伦斯伯克利国家实验室、劳伦斯利弗莫尔国家实验室、洛斯阿拉莫斯国家实验室。它拥有的诺贝尔奖得主不少于150位，美国国家科学院院士不少于357位，佔美国国家科学院总计2039位院士的近1/5；拥有全职学生23.8多万人，有8所加州大学为美國大學協會成员。

## 历史发展

### 早期历史

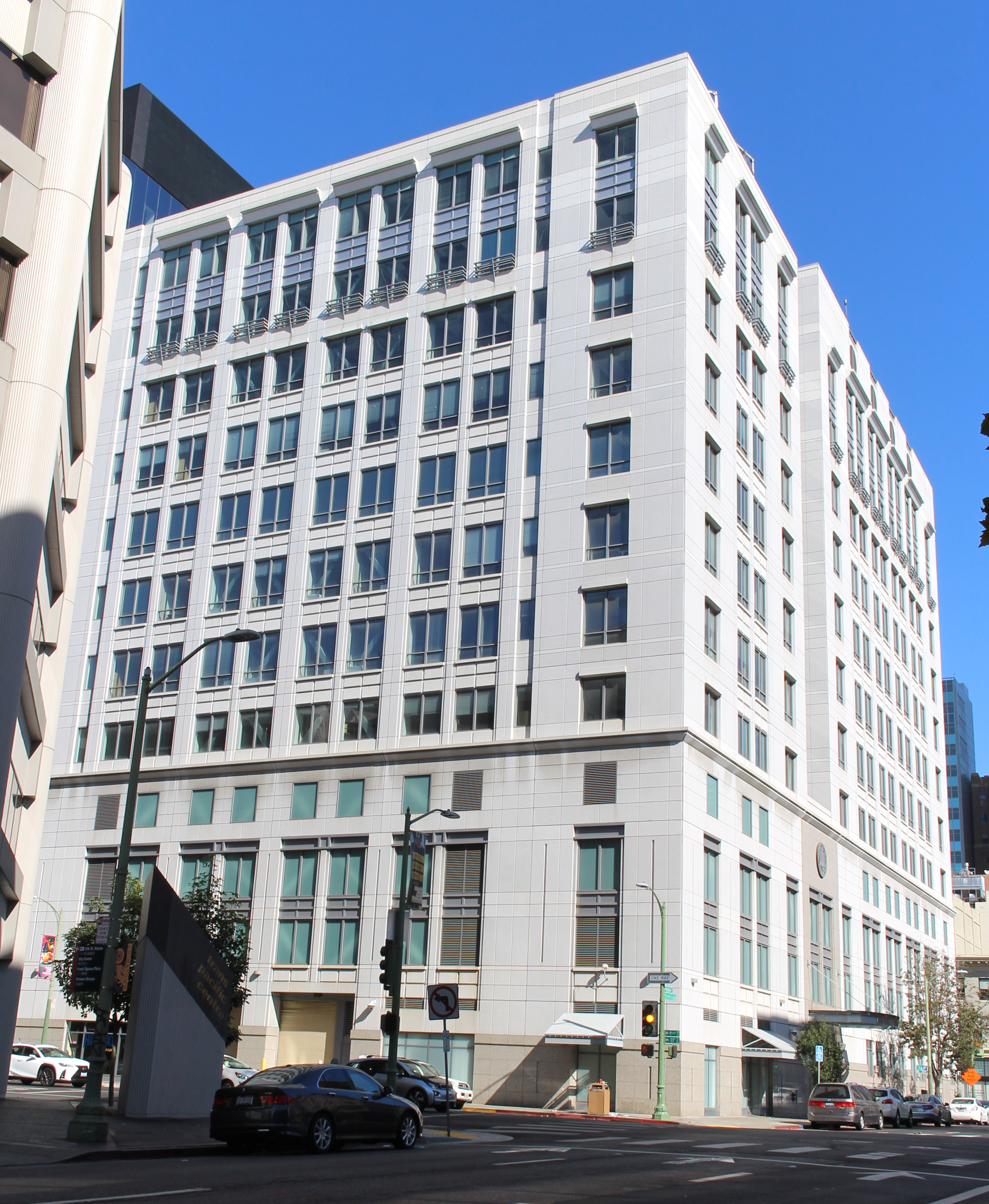
位于奥克兰的加州大学校长办公室

1849年，加利福尼亚州批准了第一部州宪法，其中明确表述了建议一个包括州立大学的完整教育系统的目标。根据土地拨赠法案，加州议会在1866年建立了一个面向农业、矿业、机械领域的学院。虽然学院获得了足够的资金支持，但是却缺少足够的土地。同时，耶鲁大学的校友、公理会的神职人员亨利杜兰特（Henry Durant），在1853年于奥克兰创办了一家私立学院，其地址位于奥克兰市区。1855年，该学院被许可成立“加利福尼亚学院（College of California）”，而学院随后买下了现在属于加利福尼亚大学伯克利分校的约160英亩土地。
加州州长弗雷德里克·洛十分希望依据密歇根大学的方案建立一所州立大学，这最终促成了“加利福尼亚大学（University of California）”的成立。1867年，根據弗雷德里克·洛的建议，加利福尼亚学院并入未来创办的州立大学之中。学院的董事对这一方案表示赞成，但是要求未来建立的州立大学不应该仅仅是一所“农业、矿业和机械学院”。而应该是一所“完整的大学”，加利福尼亚学院应该成为未来大学中的文学院（现在的文理学院）。最终，1868年3月23日，加州政府正式批准加利福尼亚大学成立，最初位于旧金山湾区奥克兰市。
1873年，学校迁入奥克兰市之外的新址，而为了纪念18世纪伟大的哲学家之一乔治·贝克莱（George Berkeley），新的大学城命名为“伯克利（Berkeley）”。同年，托兰医学院（Toland Medical College）加入加州大学、成为伯克利加州大学的医学院，后来演变成加州大学旧金山分校。而此时的加州大学也等于“加利福尼亚大学伯克利分校（University of California, Berkeley)」，并逐渐在加州洛杉矶、戴维斯等地开设分校区。

### 行政改制
1951年3月，“加州大学”進行了體制變革，向柏克萊校區與洛杉磯校區任命了校长（Chancellor），對等地向加州大学主席（President）負責 ，1958年至1964年間，散落在加州各地，原先受柏克萊校區管轄的各個加州大学分校区也逐一改制为与柏克萊校區對等的一般校區，加州大学轉型為一個擁有多個對等校區的聯邦式大學。现今的加州大学并没有所谓的“主校区”。如今，加州大学已发展成一个拥有10个校區并对世界发展影响深远的巨型大学系统。

## 分校列表
| 中文校名               | 英文校名                                | 創始時間 | 独立编制 | 位置（主校区）       |
| ---------------------- | --------------------------------------- | -------- | -------- | -------------------- |
| 加州大学伯克利分校     | University of California, Berkeley      | 1868     | 1951     | 伯克利               |
| 加州大学洛杉矶分校     | University of California, Los Angeles   | 1919     | 1951     | 洛杉矶               |
| 加州大学圣迭戈分校     | University of California, San Diego     | 1960     | 1960     | 圣迭戈               |
| 加州大学戴维斯分校     | University of California, Davis         | 1905     | 1959     | 戴维斯（市外范围）   |
| 加州大学圣巴巴拉分校   | University of California, Santa Barbara | 1944     | 1958     | 圣巴巴拉（市外范围） |
| 加州大学欧文分校       | University of California, Irvine        | 1965     | 1965     | 欧文                 |
| 加州大學聖塔克魯茲分校 | University of California, Santa Cruz    | 1965     | 1965     | 圣克鲁斯             |
| 加州大學河濱分校       | University of California, Riverside     | 1954     | 1959     | 里弗赛德             |
| 加州大学旧金山分校     | University of California, San Francisco | 1873     | 1964     | 旧金山               |
| 加州大学默塞德分校     | University of California, Merced        | 2005     | 2005     | 默塞德（市外范围）   |

## 图册

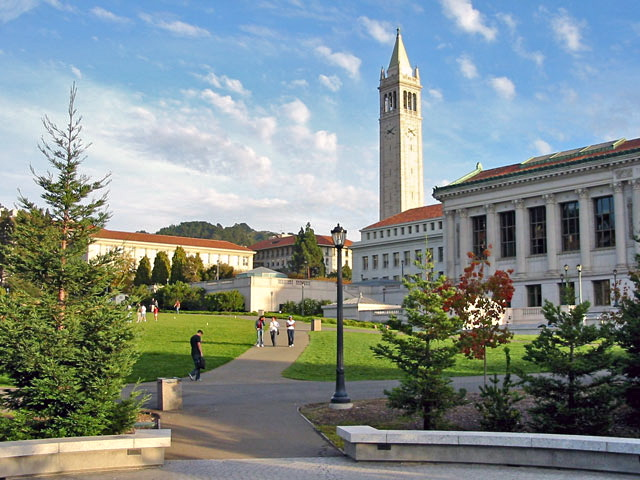
加州大学伯克利分校（1868）
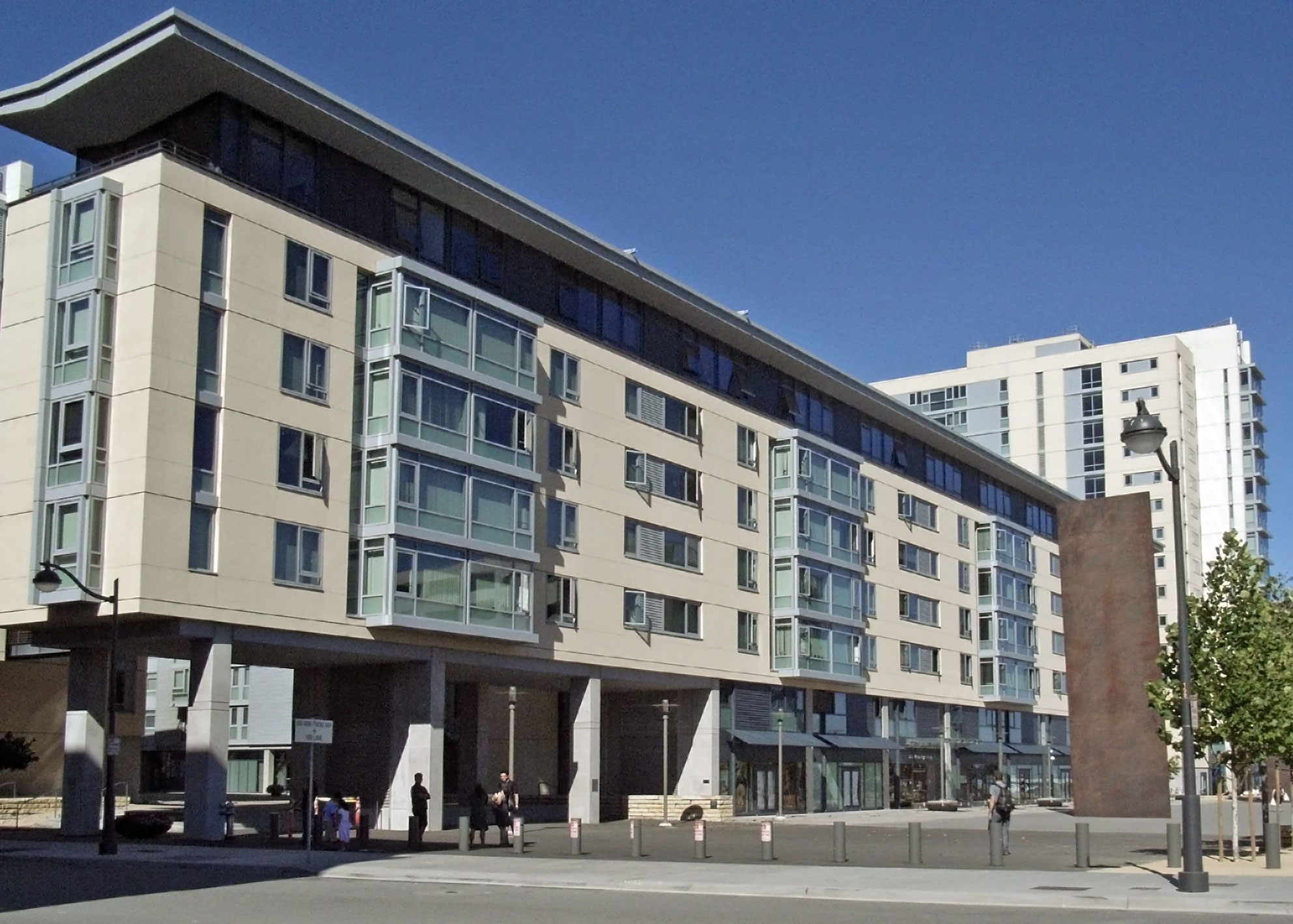
加州大学旧金山分校（1873）
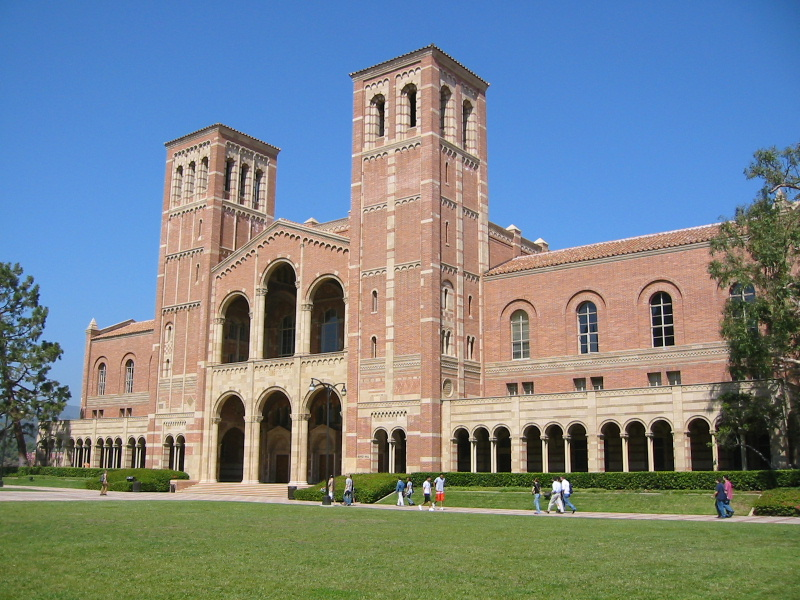
加州大学洛杉矶分校（1919）
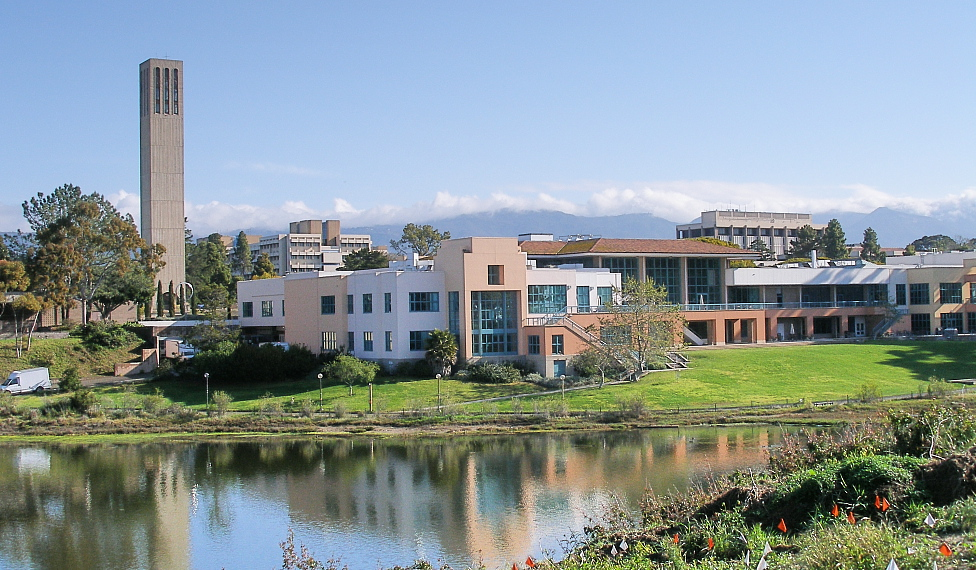
加州大學聖塔芭芭拉分校（1944）
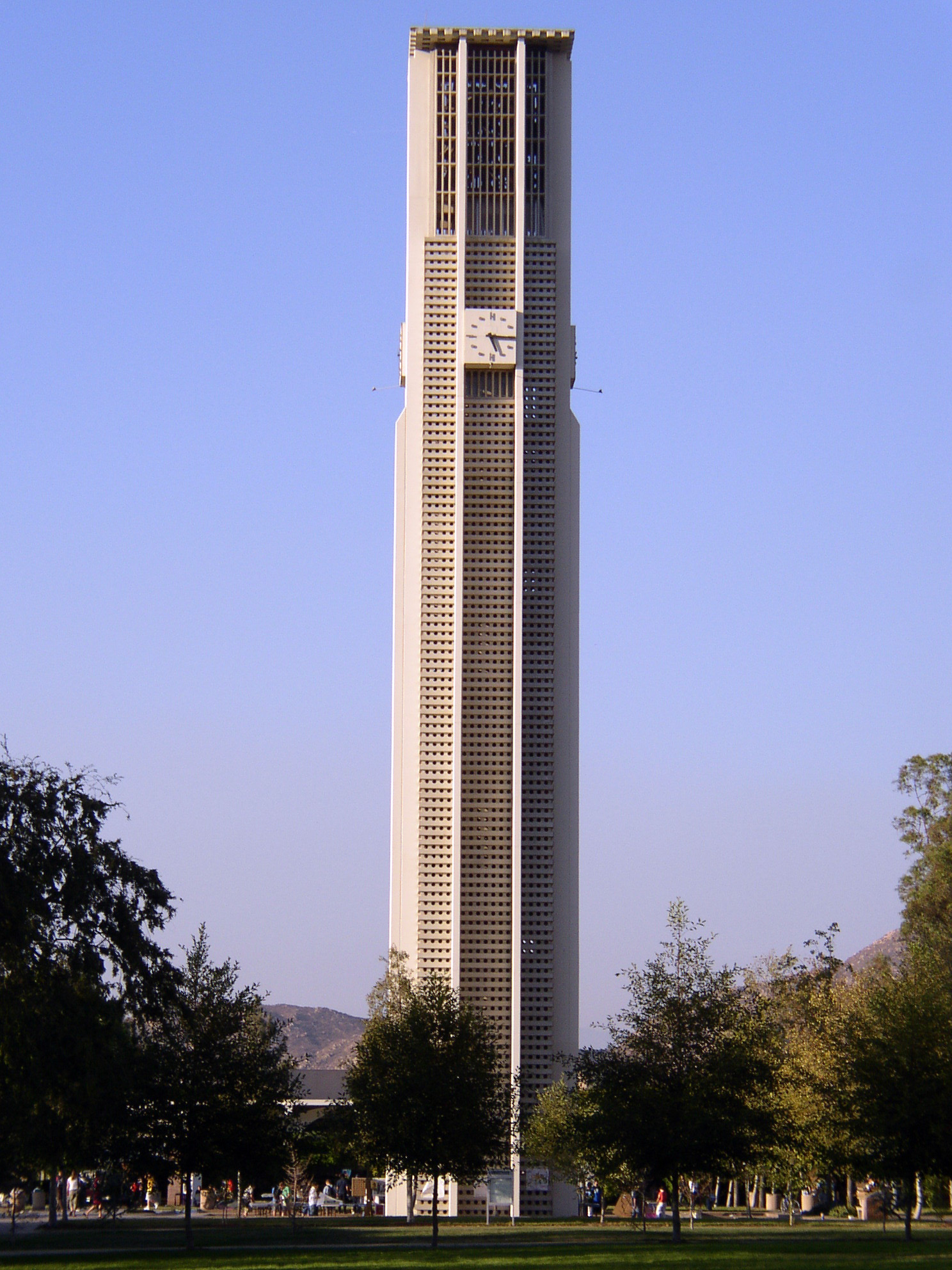
加州大學河濱分校（1954）
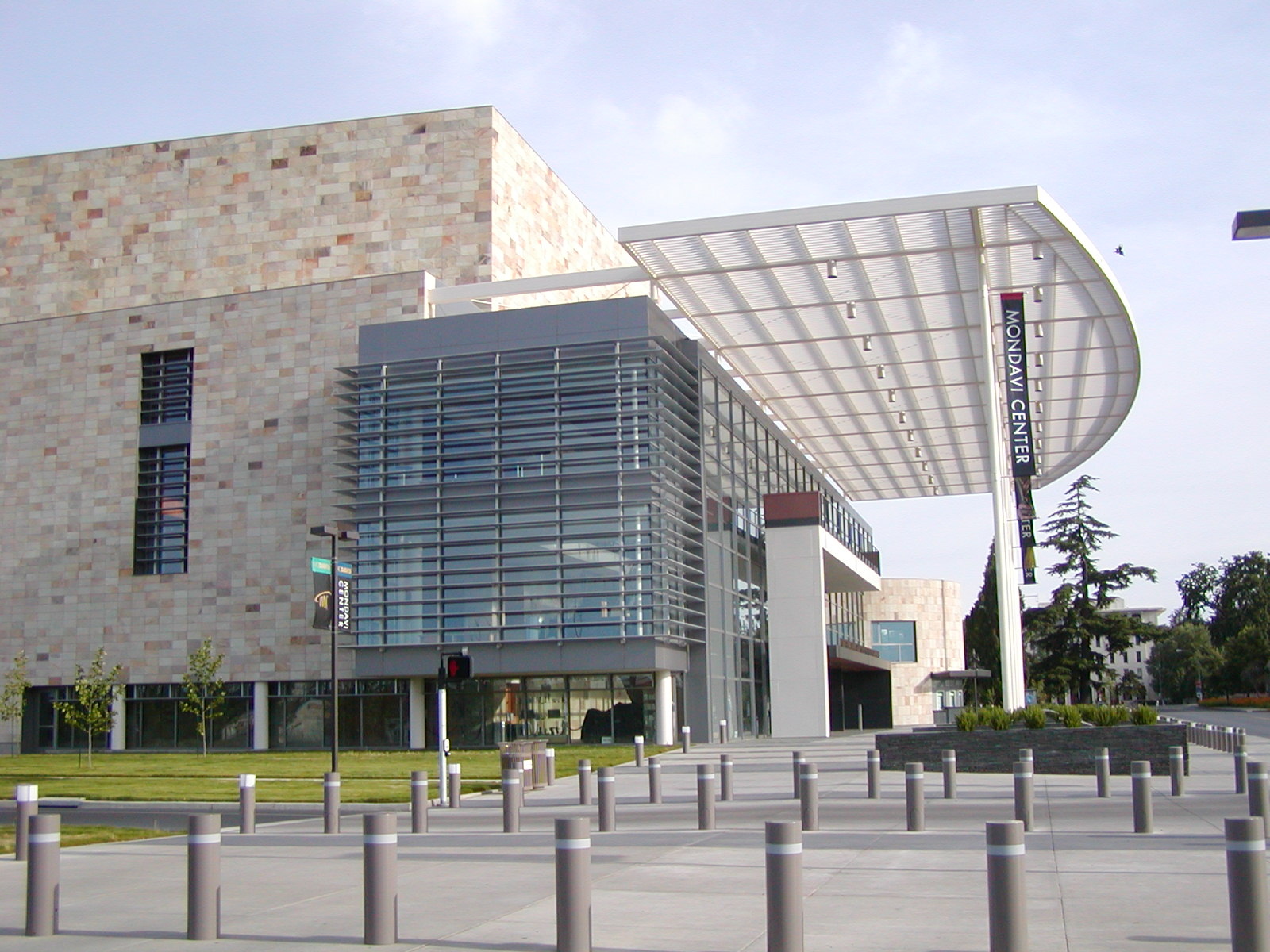
加州大學戴維斯分校（1959）
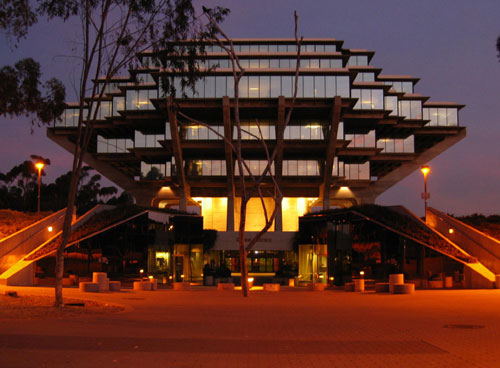
加州大学圣迭戈分校（1960）
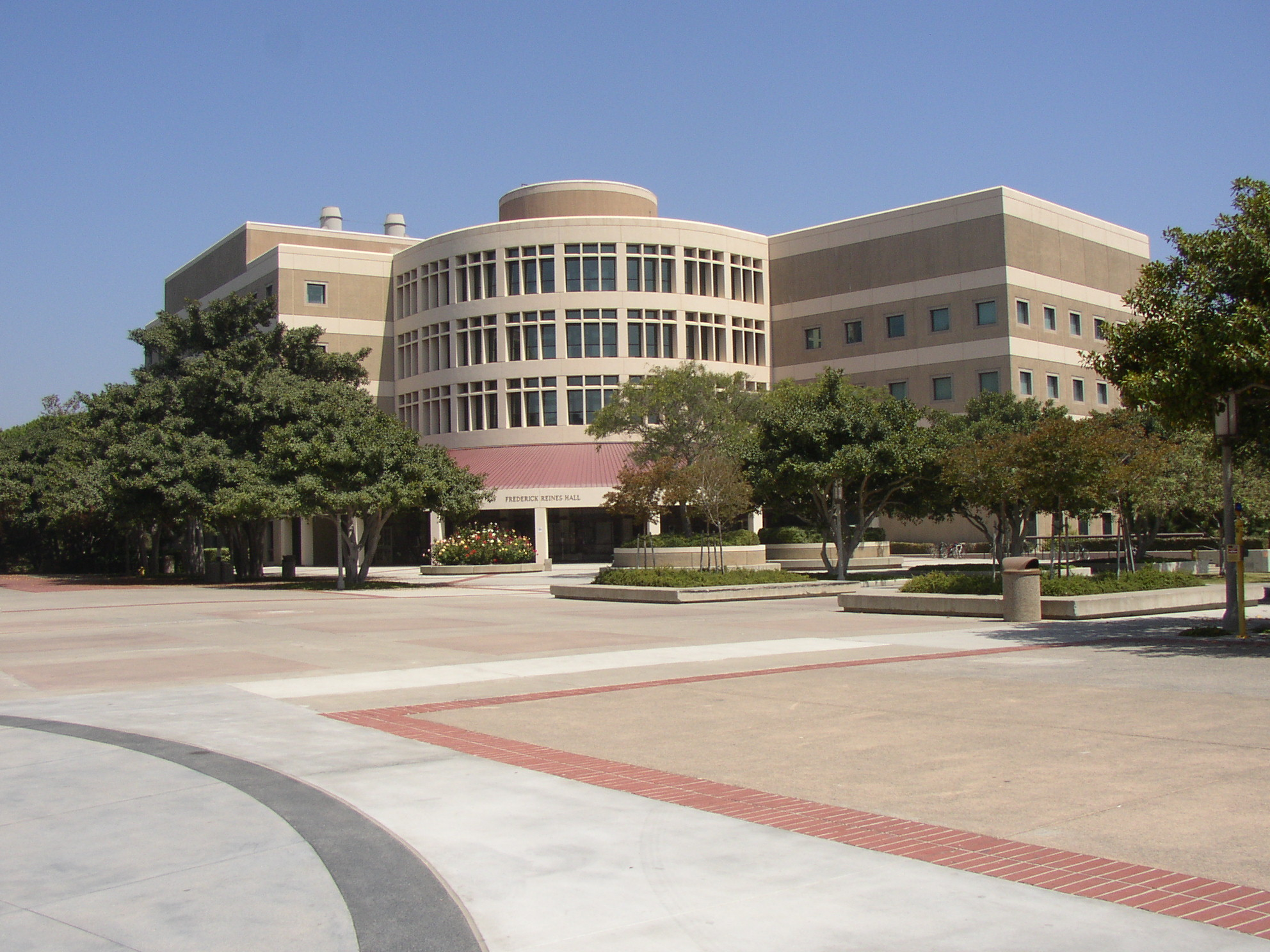
加州大学欧文分校（1965）
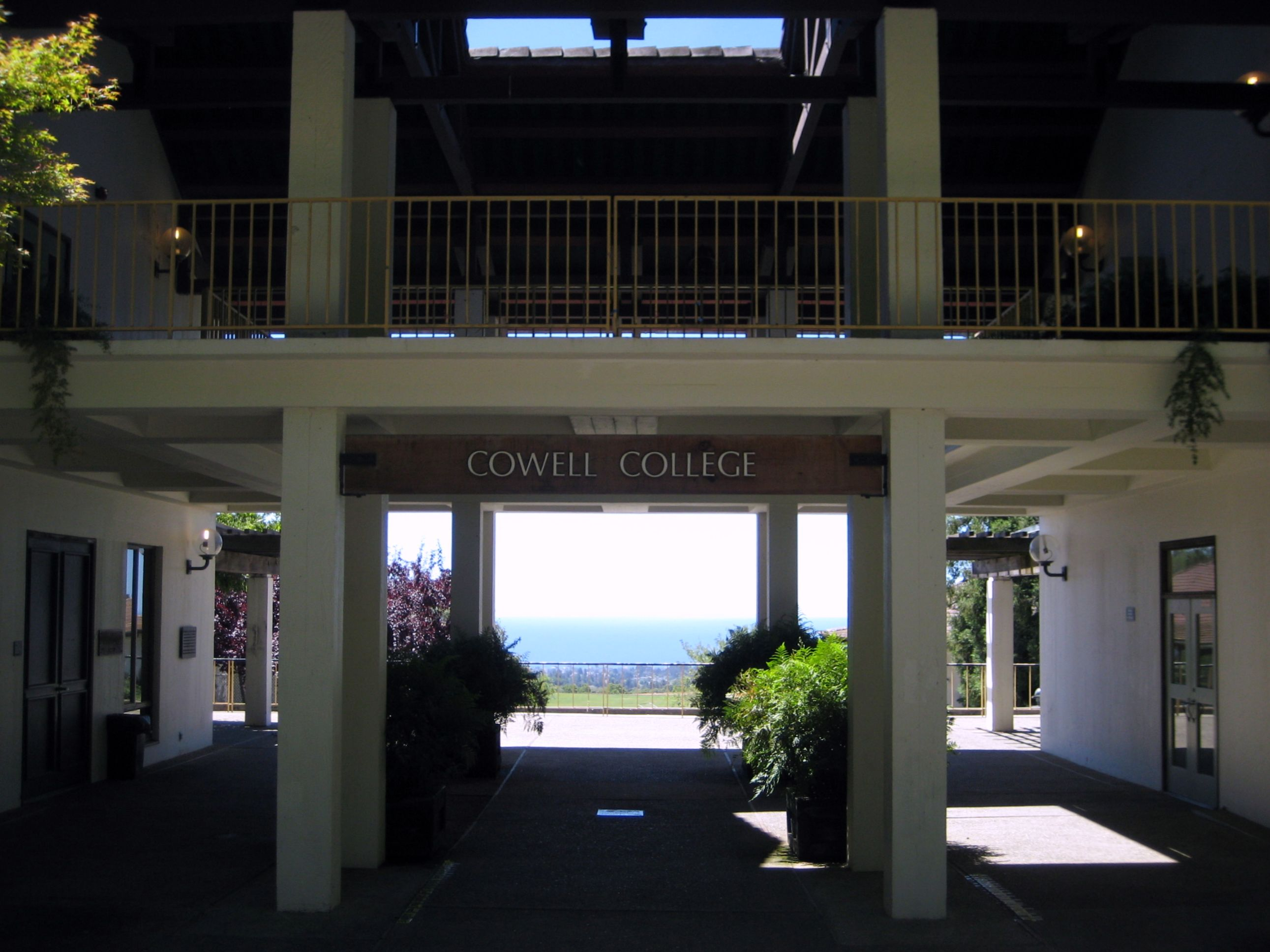
加州大學聖塔克魯茲分校（1965）
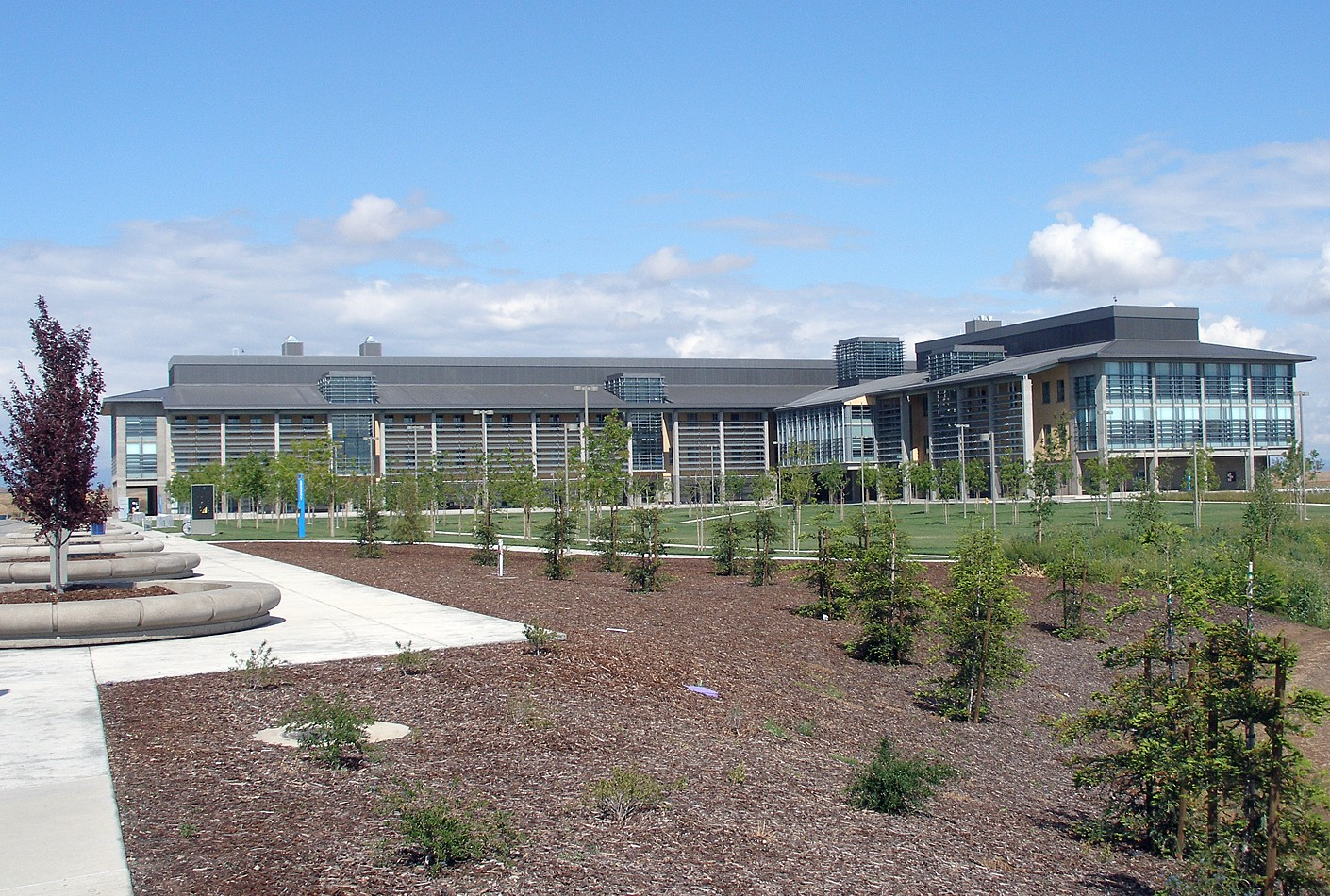
加州大学默塞德分校（2005）

## 外部連結
- University of California（页面存档备份，存于） - 官方網站